# Spasmus nutans
Spasmus nutans – zespół zaburzeń ruchowych, występujący u niemowląt i małych dzieci. Pojawia się najczęściej między 6 a 12 miesiącem życia i zanika samoistnie do 3–4 roku życia. Charakteryzuje się następującą triadą objawów:
- poziome lub pionowe potrząsanie głową
- oczopląs
- kręcz szyi.

Niektóre badanie wskazują, że subkliniczny oczopląs może się nawet utrzymywać do 12 roku życia
Opisywane zaburzenia nie występują stale i mogą okresowo zanikać (np. w trakcie snu). Przyczyna występowania powyższych objawów nie jest znana, a samo zaburzenie nie wymaga leczenia.
Z uwagi, że podobne objawy mogą występować w wypadku nowotworów nerwów wzrokowych i podzwgórza konieczne jest wykonanie badań obrazowych ośrodkowego układu nerwowego w celu wykluczenia powyższych schorzeń.